# Видавництво «Креативна книга»
Авторське видавництво книг ручної роботи «Креативна книга» розпочало свою діяльність у 2011 році. Ініціатор та фундатор його створення Олена Анатоліївна Медведєва. Саме їй належить ідея щодо започаткування мистецького ручного книготворення в Україні, індивідуального виготовлення нестандартних, недрукованих книг, які мають знайомити читача з текстом і мистецтвом українського народу водночас.

## Загальний опис
Продукція видавництва недрукованих рукотворних книг виконана в індивідуальній техніці: шовкографія, лозоплетіння, різьблення по дереву, плетення гачком, аплікація тощо. Техніка виконання кожної митецької книги індивідуальна, розроблена Оленою Медведєвою та майстрами Рівного. Недруковані арт-буки Олени Медведєвої експонують у волинському музеї. Цим унікальним книгам немає аналогів у світі. Серед них є: вишита книга, бурштинова, бісерна, шкіряна, мереживна, різьблена, в'язана спицями, книга-батик, випалена, солом'яна, вербова та інші. Олена Медведєва — офіційний і єдиний в Україні автор трьох вишиваних шрифтів. Вишиває трьома мовами: українською, англійською та польською.
Свого часу колекція вишитих книг була представлена в експозиціях Музею книги та друкарства України м. Києва, Президентського фонду Леоніда Кучми «Україна», Музеї видатних діячів української культури м. Києва, Музеї книги та друкарства м. Острога, краєзнавчому музеї м. Нетішина Хмельницької області, демонструвалася на VIII Міжнародному Конгресі україністів, у вишах і школах Рівненщини, Рівненській Малій Академії Наук учнівської молоді.
На початок 2020 року авторське видавництво книг ручної роботи налічує понад тридцять арт-книжок, серед яких: вишита «Їжачок Сто Голочок» та «Сніжинка-Даринка», бурштинова «Сон — син соняха», солом'яна «Метеликові ножиці», бісерна «У парі з Ангелом», вив'язана спицями «В'язана киця», різьблена на дереві «Легенда про Рівне», мереживна (плетена гачком) «Руки», фетрова «Кольорова тінь», гербарна «Червона гербера», книга-батик «Доля», вербова «Живі парасолі», шкіряна «Абеткове дерево», книга-будинок «Різдвяна зоря», книга-криниця «Два джерела», праска-казка «Старовинна праска», книга-млин «П'ять мішків», випалена на дереві «Сонячна веселка», книга-іграшка «Зимові каруселі», які не мають аналогів в Україні.
Серед унікальних вишиваних книг — «Кобзар» Тараса Шевченка, «Oda do Młodości» Адама Міцкевича, «Народна пісня» Івана Франка, збірка поезій Ліни Костенко «Я поцілую мальву у щоку», а також «Лісова пісня» Лесі Українки, розроблена на основі матеріалів Волинського краєзнавчого музею.
Збірку творів Ліни Костенко, над якою рівненські митці працювали упродовж двох років, вперше було представлено в день 88–річчя поетеси. Вірші допомагали вибирати земляки, закохані у творчість Ліни Василівни.
Найбільше з чотирьох її вишиваних Євангелій увійшло до Книги рекордів України.
Окремі видання видавництва «Креативна книга» є в приватних колекціях США, Італії, Франції, Лівану, Польщі, Ізраїлю, Швеції, Швейцарії.

## Перший вишитий «Кобзар»
2013 року у видавництві «Креативна книга» побачив світ перший вишитий «Кобзар». За основу взято видання «Кобзаря» 1840 року.
Як свідчать джерела, дослідницька та підготовча робота тривала півроку. Було створено макет першого вишитого «Кобзаря», аналогів якому не має не тільки в Україні, а й в світі. Структура зовнішнього вигляду книги підпорядкована суворій архітектоніці. У «Кобзарі» все гармонійно. Спеціально для вишивання тексту «Кобзаря» розроблено шрифт, вишитий методом «стебнівка», що дозволяє вільно читати поетичні твори. Шрифти на титульному листі й шмуцтитулах ідентичні шрифтам у «Кобзарі» 1840 року, вишиті вручну техніками вишивання «хрестиком» (картини) та «стебнівкою» (друковані тексти). Кожна сторінка оздоблена традиційним українським орнаментом. Картини Т. Г. Шевченка вишиті з максимальним дотриманням кольорів та стилю авторського написання творів.
Спосіб переплітання та зовнішнього оздоблення «Кобзаря» зроблено на зразок переплітання та оздоблення стародруків. Шкіряна обкладинка оздоблена вишивкою «хрестиком». Зріз книги, каптал, форзаци та основи для сторінок ‑ золоті. Корінець прикрашено гребінцевими виступами, так званими «бинтами».
За допомогою техніки вишивки (стебнівки) відтворено тексти восьми (без скорочень) поетичних творів: «Думи мої», «Перебендя», «Катерина», «Тополя», «Думка» («Нащо мені чорні брови»), «До Основ'яненка», «Іван Підкова», «Тарасова ніч». Біля назв творів подано авторські присвяти.
Вишиті тексти «Кобзаря» доповнено ілюстраціями. Зокрема, відтворено шість малярських творів Тараса Шевченка періоду його ранньої творчості.
- Біблійний мотив ілюстрації «Звільнення апостола Петра з темниці» перегукується з найбільшою подією в житті Т. Г. Шевченка: звільненням його з кріпацтва 1838 року.
- «Тополя» Тараса Шевченка ілюструє однойменну поему, яка присвячену Парасці Петровській, сестрі товариша Петра Петровського, яка стала прообразом головної героїні поеми «Тополя».
- Акварель «Циганка-ворожка» 1641 року Тарас Шевченко був відзначений срібною медаллю другого ступеня радою Академії мистецтв; того ж року ця робота була представлена на академічній виставці в Петербурзі.
- Олійний автопортрет, час виконання якого збігається з виходом «Кобзаря».
- Ілюстрація «Бандурист», яку Т. Г. Шевченко виконав 1843 року під час першого приїзду в Україну.
- Картина «Катерина», створена Тарасом Шевченком за мотивом однойменної поеми 1840 року.

Творчий проект "Креативна книга та вишитий «Кобзар» (автори проекту: Олена Медведєва, Анна Тимошок) Всеукраїнською творчою спілкою «Конгрес літераторів України» було висунуто на здобуття Шевченківської премії 2013 р. Олена Медвєдєва.

## „Лісова пісня“ Лесі Українки
„Лісова пісня“ Лесі Українки була представлена в Музеї м. Рівного 16 січня 2020 року. Робота над арт-книгою тривала упродовж двох років. Книга має розміри 60 на 42 сантиметри, налічує 48 сторінок, важить 7 кілограмів і містить 68 560 гаптованих знаків. На сьогодні це — один із найоб'ємніших проектів арт-книг у колекції, текст драми-феєрії вишивався без скорочень.
На обкладинку майстриня обрала візерунок, який оздоблює обкладинку альбому Олени Пчілки із зразками вишивки. Йому сотні років. Його здавна творили українські жінки на домотканому полотні, у перерві між роботою по господарству. «В таких орнаментах — душа української жінки, — пояснює Олена Медведєва. — Візерунок синьо-червоний, як в оригіналі. Книга має 7 малюнків. Взагалі саме до „Лісової пісні“ є багато ілюстрацій… Коли я вишивала „Лісову пісню“, то відчувала рух слів і рух думок. Тримати дистанцію з текстом було неможливо. Я в ньому розчинялася».
У фоліанті вміщено роботи Софії Караффи-Корбут. Малюнки виконувала рівненська художниця Наталка Серветник.